# Uber Cup 2012/Qualifikation Ozeanien
Die Qualifikation zum Uber Cup 2012 des ozeanischen Kontinentalverbandes fand vom 18. bis zum 19. Februar 2012 in Ballarat statt.

## Endstand
| Platz | Land          | Spiele | gew. | verl. | Pkte. gew. | Pkte. verl. | Qualif. |
| ----- | ------------- | ------ | ---- | ----- | ---------- | ----------- | ------- |
| 1     | Australien    | 2      | 2    | 0     | 9          | 1           | ja      |
| 2     | Neuseeland    | 2      | 1    | 1     | 6          | 4           |         |
| 3     | Neukaledonien | 2      | 0    | 2     | 0          | 10          |         |

## Ergebnisse
|                  | Ergebnis |            |
| ---------------- | -------- | ---------- |
| 2012-02-18 11:00 |          |            |
| Neukaledonien    | 0-5      | Neuseeland |
| 2012-02-18 17:00 |          |            |
| Neukaledonien    | 0-5      | Australien |
| 2012-02-19 11:00 |          |            |
| Neuseeland       | 1-4      | Australien |